# Virgin Radio TV
Virgin Radio TV è un canale televisivo italiano disponibile sul satellite e in streaming sul sito internet della radio che propone musica rock, in compagnia dei disc jockey conosciuti sulle frequenze di Virgin Radio.

## Storia
Dall'11 novembre 2010 al 1º agosto 2012 l'emittente era visibile sul digitale terrestre all'LCN 69 su vari mux locali, posizione in seguito occupata dapprima da Vintage!, seguita poi da altre reti di carattere musicale.
Nel secondo semestre del 2013 la programmazione di Virgin Radio TV riprendeva parzialmente ad andare in onda su Dinamica Channel in determinate fasce orarie. Dal 12 luglio all'ottobre 2017, in occasione dei dieci anni di vita dell'omonima emittente radiofonica, la programmazione di Virgin Radio TV era trasmessa su Italia 2 nelle ore notturne.
Dal 6 novembre 2018 è di nuovo disponibile sul digitale terrestre al canale 157, mentre dal 21 dicembre 2019 il canale torna su Tivùsat alla posizione 67.
Dal 23 dicembre 2019, il canale torna a non essere più visibile sul digitale terrestre, in quanto sostituito da Radio 105 TV, gestita anch'essa da RadioMediaset e fino a quel momento presente solo sul web.
Dal 2 marzo 2020 il canale torna disponibile sul digitale terrestre alla posizione 257.
Dal 10 aprile 2020 il canale non è più visibile sul satellite per far spazio a Radio Monte Carlo TV.
Nei tre anni successivi alla riapertura, il canale è caratterizzato da una programmazione di videoclip, interviste e live sessions registrate.
Il 15 febbraio 2021 iniziano ad essere portati sul canale, in diretta video, i programmi della radio. In questa occasione viene rinnovata la grafica.
Il 15 ottobre 2021 è stato trasmesso uno speciale di un'ora e venti minuti, per celebrare l'uscita del nuovo album di Vasco Rossi, Siamo qui, inaugurando la prima diretta del canale in simulcast con la radio al di fuori del palinsesto regolare.
Il 14 dicembre 2021 fa ritorno sulla piattaforma satellitare Tivùsat alla LCN 68.
Il 31 gennaio 2022 il canale approda sulla piattaforma Sky al canale 717, mentre il giorno successivo lascia nuovamente il digitale terrestre.
Il 7 novembre 2022 debutta in diretta video anche il programma "Virgin Generation". Da questo giorno la programmazione del canale televisivo è in simulcast con quella della radio dalle 9 fino alle 20, includendo gli spazi musicali.
Dal 21 dicembre 2022 il canale passa in alta definizione.
L'1 e il 2 luglio 2023, in occasione di iDays, il canale trasmette per la prima volta la diretta dallo studio mobile in simulcast radio-tv; a differenza delle altre dirette viene usata una grafica creata ad hoc, senza telecamere.
Dal 3 febbraio 2025 sul canale vengono trasmessi in simulcast anche Rock and Talk, Best Rock 500, il successivo Free Rock e la programmazione notturna di All Nite Rock.

## Programmi

### Attualmente in onda
Vengono trasmessi in simulcast tutti i programmi di Virgin Radio ad eccezione di Virgin Motel, Virgin Rock Live, Rock Party e degli speciali Best Rock, durante i quali torna la rotazione video classica del canale, che include sia tradizionali videoclip, sia esibizioni dal vivo. 

### Precedentemente in onda
- Garage Revolver: dedicato alle band che hanno fatto la storia del rock, condotto da DJ Ringo.
- Rock Classics: programma in pillole dedicato ai gruppi che hanno scritto la storia del rock dagli anni sessanta ai primi anni ottanta.
- Rock in Translation: programma in pillole condotto da Giulia Salvi e dedicato alla traduzione dei testi delle più importanti canzoni rock.
- She's in Fashion: programma dedicato alla moda, alle icone rock e al design del passato e di oggi, condotto da Paola Maugeri.
- The Photograph: programma in pillole di cinque minuti nato da un'idea del fotografo Antonio Guccione.
- Virgin Generation: Dedicato alle nuove uscite della musica rock italiana e internazionale, alla moda e ai videogiochi, condotto da Andrea Rock e Giulia Salvi.
- Virgin Radio Videos: programma dedicato alla "filosofia" rock spiegata da musicisti, cantanti, attori.
- Virgin Rock Live: programma in pillole condotto da Silvia Hsieh con le migliori esibizioni live dei grandi cantanti e gruppi rock.
- WikiPaola: programma in pillole condotto da Paola Maugeri dedicato alle spiegazioni di fatti importanti della storia del rock.
- Rock News: programma in pillole in onda dal 2018 al 2019. Dedicato ad approfondimenti e notizie su una specifica band o a concerti in arrivo.
- Rockumentary: spazio dedicato alle esperienze musicali dei DJ e ai loro ricordi riguardo ad una specifica band, trasmesso solo nel periodo immediatamente precedente all'uscita dell'album Power Up degli AC/DC.
- Virgin Radio Meets: programma dedicato alle interviste ai musicisti e ai gruppi da parte dei DJ di Virgin Radio.
- Virgin Rock Live: spazio condotto da Andrea Rock, dedicato alle live sessions, trasmesso il 28 gennaio 2021.